# Club Deportivo Nuevo Chimalhuacán
El Club Deportivo Nuevo Chimalhuacán fue un equipo de fútbol de México. Participaba en el Grupo 2 de la Serie B de la Segunda División de México. Jugaba sus partidos de local en el Estadio La Laguna.

## Historia
El equipo nace en 2011 como una nueva franquicia en la Tercera División de México. Para la siguiente temporada se presentó oficialmente equipos para la segunda, tercera y cuarta división de México. El equipo de segunda jugaría en la Liga de Nuevos Talentos y el de tercera llevaría el nombre de "Proyecto Nuevo Chimalhuacán".
En 2020 el equipo pausó su actividad debido a la crisis económica provocada por la pandemia de COVID-19, no regresando a competir después del periodo de tiempo de gracia otorgado por la federación, por lo el Nuevo Chimalhuacán fue disuelto en consecuencia.

## Temporadas
| Temporada     | División              | Posición               |
| ------------- | --------------------- | ---------------------- |
| Apertura 2016 | 4.Segunda Segunda LNT | 7o. Grupo III          |
| Clausura 2017 | 4.Segunda Segunda LNT | 7o. Grupo III          |
| Apertura 2017 | 4.Segunda Serie B     | 4o. Grupo II (Cuartos) |
| Clausura 2018 | 4.Segunda Serie B     | 7o. Grupo II           |
| 2018/2019     | 4.Segunda Serie B     | 14o.                   |
| 2019/2020     | 4.Segunda Serie B     | 14o.                   |

## Filial
Proyecto Nuevo Chimalhuacan
| Temporada | División           | Posición                     |
| --------- | ------------------ | ---------------------------- |
| 2016/2017 | 5.Tercera División | 17o. Grupo VII               |
| 2017/2018 | 5.Tercera División | 6o. GIV (Sesentaicuatroavos) |
| 2018/2019 | 5.Tercera División | 11o. GIV                     |